# Fermail-reliquaire à l'aigle
Le fermail-reliquaire à l'aigle est une pièce d'orfèvrerie du milieu du XIVe siècle conservée au musée de Cluny (musée national du Moyen Âge) à Paris. Son numéro d'inventaire est Cl.3292. Il s'agit d'un bijou exceptionnel, exemplaire de l'art de cour dévotionnel du XIVe siècle.

## Description et histoire
Ce fermail serti de pierres précieuses mesure 18,5 cm de largeur pour 18,5 cm de hauteur. Il s'agit d'une pièce de vermeil gravé au décor ajouré, avec de l'argent émaillé et des émaux champlevés. Il a la forme d'un losange entouré d'un bord à huit lobes, emblématique de l'art gothique.
Ce losange a un fond lisse avec des hachures gravées représentant des langues de flammes. Le champ est rempli d'un aigle richement décoré de pierres précieuses et tourné héraldiquement vers la gauche, à l'instar de l'aigle de Bohême, emblème des Přemyslides. Une petite couronne ornée d'une perle repose sur sa tête. Le corps et les ailes déployées sont recouverts de cabochons de différentes formes. La bordure du losange est ornée d'une alternance de perles et de pierres précieuses. On remarque des améthystes, des saphirs, des rubis, des émeraudes, des grenades. La jante émaillée présente quant à elle huit cabochons de cristal qui comprenait chacun la relique d'un saint (dont le nom est écrit en latin sur une minuscule bandelette) : saint André, saint Martin, sainte Marguerite, saints Nicolas et Pierre, Hippolyte, Laurent et Constantin (apôtres, martyrs, vierge, évêque et souverain).
Ce bijou reliquaire servait d'agrafe et fermait la chape ou le manteau ; il était porté lors de grands événements ou processions. Les hypothèses qu'il ait été commandé pour Charles V de France ou pour l'empereur Charles IV ont été évoquées. Certains historiens évoquent le pèlerinage en janvier 1378 de l'empereur Charles IV à la Sainte-Chapelle et à Saint-Denis au cours duquel il aurait pu offrir ce fermail à son neveu le roi Charles V le Sage qu'il a rencontré. Cette visite pleine de magnificence a été relatée dans les Grandes Chroniques de France. Ce fermail aurait été donc fabriqué à Prague.
Il faisait partie de la collection du prince Pierre Saltykoff, puis de Louis-Fidel Debruge-Duménil et a été acquis aux enchères par le musée de Cluny en 1861.